# Самоа на летних юношеских Олимпийских играх 2014
Самоа на летних юношеских Олимпийских играх 2014, проходивших в китайском Нанкине с 16 по 28 августа, был представлен двумя спортсменами в одном виде спорта.

## Состав и результаты

### Лёгкая атлетика
Самоа представляли два спортсмена.
Легенда: Q — финал А (медальный), qB — финал B (без медалей), qC — финал С (без медалей), qD — финал D (без медалей), qE — финал E (без медалей).

#### Юноши
| Спортсмен         | Дисциплина | Предварительный раунд | Предварительный раунд | Финал     | Финал |
| Спортсмен         | Дисциплина | Результат             | Место                 | Результат | Место |
| ----------------- | ---------- | --------------------- | --------------------- | --------- | ----- |
| Малолефоуа Позини | 400 метров | 52,55                 | 21 qC                 | 52,23     | 18    |

#### Девушки
| Спортсмен     | Дисциплина | Предварительный раунд | Предварительный раунд | Финал     | Финал |
| Спортсмен     | Дисциплина | Результат             | Место                 | Результат | Место |
| ------------- | ---------- | --------------------- | --------------------- | --------- | ----- |
| Рози Мулипола | 100 метров | 14,01                 | 27 qD                 | 13,90     | 22    |